# Сами Вянскя
Сами Вянскя (фински: Sami Vänskä), 1976) е финландски басист. От 1998 до 2001 свири с метъл групата Nightwish. Преди това е свирил с Nattvindens Gråt. Присъединява се към Nightwish за записите на албума „Oceanborn“ и напуска групата след излизането на „Wishmaster“, тъй като се оказва, че не споделя музикалните идеи на другите членове и продуцента на групата.